# Andokides (politiker)
Andokides, född omkring 440 f.Kr., död 390 f.Kr., var en atensk talare och politiker.
Andokides blev tillsammans med fältherren Alkibiades anklagad i den så kallade Hermokopidaffären, då ett stort antal heliga hermesstatyer i Aten slogs sönder alldeles före en flottexpedition mot Sicilien 415 f.Kr, vilket orsakade mycket oro i staden. Han tvingades därefter att leva i landsflykt fram till 403 f.Kr. Därefter anklagades han år 400 f.Kr. för att ha kränkt de eleusinska mysterierna men försvarade sig framgångsrikt i ett anförande. År 392 f. kr. misslyckades han i fredsförhandlingar med Sparta och tvingades på nytt i landsflykt. Tre tal av Andokides finns bevarade. De är intressanta främst som ögonvittnesskildringar från en händelserik period i Atens historia.